# Redfield Proctor
Redfield Proctor (Proctorsville, 1831. június 1. – Washington, 1908. március 4.) az Amerikai Egyesült Államok szenátora (Vermont, 1891–1908).